# Mituosi
Mituosi (kinesiska: 弥陀寺, 弥陀寺乡) är en socken i Kina. Den ligger i provinsen Henan, i den centrala delen av landet, omkring 240 kilometer sydost om provinshuvudstaden Zhengzhou. Antalet invånare är 29 036. Befolkningen består av 14 583 kvinnor och 14 453 män. Barn under 15 år utgör 29,0 %, vuxna 15-64 år 61 %, och äldre över 65 år 9,0 %.
Genomsnittlig årsnederbörd är 1 147 millimeter. Den regnigaste månaden är augusti, med i genomsnitt 232 mm nederbörd, och den torraste är januari, med 18 mm nederbörd.